# Псалом 22
Псало́м 22 (у масоретській нумерації — 23) — 22 псалом із Книги псалмів. Латинською мовою псалом відомий як «Dominus reget me», хоча також відомі й інші переклади. Як й інші псалми, псалом 22 використовувався у молитвах стародавніми гебреями.
Автор псалому описує Бога як свого пастора — у ролі захисника. Псалом читається, декламується та співається євреями та християнами.
Цей псалом є одним з найбільш відомих через його універсальну тему довіри до Бога.
Українська поетеса Ліна Костенко створила на його основі однойменний вірш.

## Текст
| Вірш | Гебрейська мова                                                         | Септуаґінта | Латинська мова (Вульгата)                                                                                                   | Українська мова (Переклад Хоменка)                                                                                             |
| ---- | ----------------------------------------------------------------------- | --- | --- | --- |
| 1    | מִזְמוֹר לְדָוִד: יְהוָה רֹעִי, לֹא אֶחְסָר                                           | Ψαλμὸς τῷ Δαυιδ. Κύριος ποιμαίνει με, καὶ οὐδέν με ὑστερήσει.                                                                               | [Canticum David] Dominus pascit me nihil mihi deerit                                                                        | [Псалом. Давида.] Господь — мій пастир: Нічого мені не бракуватиме.                                                            |
| 2    | בִּנְאוֹת דֶּשֶׁא, יַרְבִּיצֵנִי; עַל-מֵי מְנֻחוֹת יְנַהֲלֵנִי                                  | εἰς τόπον χλόης, ἐκεῖ με κατεσκήνωσεν, ἐπὶ ὕδατος ἀναπαύσεως ἐξέθρεψέν με,                                                                  | In pascuis herbarum adclinavit me super aquas refectionis enutrivit me                                                      | На буйних пасовиськах він дає мені лежати; веде мене на тихі води.                                                             |
| 3    | נַפְשִׁי יְשׁוֹבֵב; יַנְחֵנִי בְמַעְגְּלֵי-צֶדֶק, לְמַעַן שְׁמוֹ                                  | τὴν ψυχήν μου ἐπέστρεψεν. ὡδήγησέν με ἐπὶ τρίβους δικαιοσύνης ἕνεκεν τοῦ ὀνόματος αὐτοῦ.                                                    | Animam meam refecit duxit me per semitas iustitiae propter nomen suum                                                       | Він відживляє мою душу, веде мене по стежках правих імени ради свого.                                                          |
| 4    | גַּם כִּי-אֵלֵךְ בְּגֵיא צַלְמָוֶת, לֹא-אִירָא רָע-- כִּי-אַתָּה עִמָּדִי;שִׁבְטְךָ וּמִשְׁעַנְתֶּךָ, הֵמָּה יְנַחֲמֻנִי | ἐὰν γὰρ καὶ πορευθῶ ἐν μέσῳ σκιᾶς θανάτου, οὐ φοβηθήσομαι κακά, ὅτι σὺ μετ᾽ ἐμοῦ εἶ· ἡ ῥάβδος σου καὶ ἡ βακτηρία σου, αὐταί με παρεκάλεσαν. | Sed et si ambulavero in valle mortis non timebo malum quoniam tu mecum es virga tua et baculus tuus ipsa consolabuntur me   | Навіть коли б ходив я долиною темряви, — я не боюся лиха, бо ти зо мною. Жезло твоє й палиця твоя — вони дають мені підтримку. |
| 5    | תַּעֲרֹךְ לְפָנַי, שֻׁלְחָן-- נֶגֶד צֹרְרָי;דִּשַּׁנְתָּ בַשֶּׁמֶן רֹאשִׁי, כּוֹסִי רְוָיָה                    | ἡτοίμασας ἐνώπιόν μου τράπεζαν ἐξ ἐναντίας τῶν θλιβόντων με· ἐλίπανας ἐν ἐλαίῳ τὴν κεφαλήν μου, καὶ τὸ ποτήριόν σου μεθύσκον ὡς κράτιστον.  | Pones coram me mensam ex adverso hostium meorum inpinguasti oleo caput meum calix meus inebrians                            | Готуєш стіл для мене перед моїми противниками; ти голову мою помазав миром, переливається мій кубок.                           |
| 6    | אַךְ, טוֹב וָחֶסֶד יִרְדְּפוּנִי-- כָּל-יְמֵי חַיָּי;וְשַׁבְתִּי בְּבֵית-יְהוָה, לְאֹרֶךְ יָמִים            | καὶ τὸ ἔλεός σου καταδιώξεταί με πάσας τὰς ἡμέρας τῆς ζωῆς μου, καὶ τὸ κατοικεῖν με ἐν οἴκῳ κυρίου εἰς μακρότητα ἡμερῶν.                    | Sed et benignitas et misericordia subsequetur me omnibus diebus vitae meae et habitabo in domo Domini in longitudine dierum | Добрість і милість будуть мене супроводити усі дні життя мого, і житиму в домі Господнім по віки вічні.                        |

## Літургійне використання

### Юдаїзм
- Псалом 22 традиційно співається під час третьої трапези Шабату.[8]
- Псалом 22 зазвичай декламується в присутності померлої людини, наприклад, тими, хто стежить за тілом перед похованням, а також на самій похоронній службі.[9][10]

### Християнство
Для християн образ Бога як пастиря асоціюється не тільки з Давидом, але й з Ісусом, який описується як «Добрий Пастир» у Євангелії від Івана. Фраза «долиною темряви» часто інтерпретується як алюзія на вічне життя, дане Ісусом.
Православні християни зазвичай включають цей псалом в молитви перед Євхаристією.
Псалом є популярним уривком для запам'ятовування і часто використовується в проповідях.